# Anne Zamberlan
Anne Marie Gobattoni dite Anne Zamberlan, née le 11 juillet 1950 à Carcassonne et morte le 16 avril 1999 à Villeneuve-Saint-Georges, est une actrice et militante contre la grossophobie française.

## Biographie
Étant obèse dès l'enfance (60 kilos à l'âge de 8 ans, puis 130 kilos à l'âge de 20 ans pour 1,64 m), elle devient par la suite une figure emblématique de la size acceptance, mouvement qu'elle contribue à lancer en France.
Elle poursuit une carrière au cinéma et se fait notamment connaître en servant de modèle pour une campagne publicitaire pour Virgin Megastore. Elle fut également sociétaire de l'émission Les Grosses Têtes. Elle participe à la création en 1989 de l'association « Allegro Fortissimo », destinée à soutenir les personnes corpulentes dans leur lutte contre les discriminations.
En 1994, elle crée une compagnie de théâtre à son nom.
Divorcée de Julien Zamberlan, elle a un fils.
Elle meurt le 16 avril 1999 à Villeneuve-Saint-Georges d'une embolie pulmonaire, et est inhumée au cimetière de Champagne à Savigny-sur-Orge (Essonne).

## Filmographie

### Cinéma

#### Longs métrages
- 1986 : Charlotte for Ever, de Serge Gainsbourg
- 1987 : Agent trouble de Jean-Pierre Mocky
- 1988 : Une nuit à l'Assemblée nationale de Jean-Pierre Mocky
- 1989 : Un amour de trop de Franck Landron :  L'infirmière
- 1990 : Alberto Express d'Arthur Joffé
- 1990 : Bienvenue à bord ! de Jean-Louis Leconte
- 1990 : Il gèle en enfer de Jean-Pierre Mocky
- 1990 : Il y a des jours… et des lunes de Claude Lelouch
- 1991 : Mocky Story de Jean-Pierre Mocky : La cliente de la librairie
- 1993 : L'Honneur de la tribu de Mahmoud Zemmouri
- 1993 : Woyzeck de Guy Marignane

#### Courts métrages
- 1989 : Céleri remoulade de Jean-Pierre Biazotti : Femme touriste
- 1991 : Soalnik station de Pascal Graffin
- 1992 : Son'ogre de Myriam Donasis
- 1997 : Over the Rainbow d'Alexandre Aja
- 1998 : Théo, t'es là ? de Julie Lipinski

### Télévision
- 1988 : Sueurs froides (télévision)
- 1989 : Salut les Musclés - La révolutionnaire (Episode 13)
- 1990 :  Tribunal
- 1991 : Lola et quelques autres

## Publications
- Mon corps en désaccord, Fixot, 1994
- Coup de gueule contre la grossophobie, Ramsay, 1996